# Avinoam Danin
Prof. Dr. Avinoam Danin (13 de enero de 1939 - 12 de diciembre de 2015) es un botánico israelí, registrado en IPNI, como descubridor de nuevas especies, y demás, que se desempeña académicamente en el "Departamento de Sistemática Evolutiva y Ecología, The Alexander Silberman Institute of Life Sciences, Universidad Hebrea de Jerusalén.

## Biografía
Después de completar su servicio militar, estudia biología y botánica en la Universidad Hebrea de Jerusalén.

## Algunas publicaciones
- -----, gideon Orshan. 1970.  Distribution of indigenous trees in the northern central Negev highlands. 13 pp.

### Libros
- 1972.  Flowers of Jerusalem. 59 pp.
- brakha Avigad, avinoam Danin. 1977.  Flowers of Jerusalem: thirty four wild flowers growing in Jerusalem. 64 pp.
- 1983.  Desert vegetation of Israël and Sinaï. 148 pp. ISBN 965-264-005-0
- 1996.  Plants of desert dunes. 177 pp. ISBN 3-540-59260-1
- 1996. Flora of the Shroud of Turin. 52 pp. ISBN 0-915279-76-2
- -----, gideon Orshan. 1999.  Vegetation of Israel: I: Desert and coastal vegetation. 346 pp. ISBN 90-73348-99-4
- 1998.  Wild plants of Eretz Israel and their distribution. 212 pp. ISBN 965-220-397-1
- Ḳedar, bz; avinoam Danin. 2000.  Teledetección. 268 pp.
- 2000.  The nomenclature news of Flora Palaestina. Vol. 10 de Flora Mediterranea. 64 pp.
- -----, john edward Dinsmore. 2004.  Distribution atlas of plants in the Flora Palaestina area. 519 pp. ISBN 965-208-000-4

## Honores

### Epónimos
- (Apiaceae) Ferula daninii Zohary[1]

- (Portulacaceae) Portulaca daninii Galasso, Banfi & Soldano[2]

- (Scrophulariaceae) Orobanche daninii Domina & Raimondo[3]